# Assemblea Lliure d'Estudiants
Assemblea Lliure d'Estudiants es va constituir el 21 de febrer de 1957. Fou la primera assemblea lliure d'estudiants i es formalitzà al paranimf de la Universitat de Barcelona. S'hi reclamava la normalitat acadèmica, la retirada de la policia, que fins llavors vigilava dins els edificis universitaris, la supressió del SEU, la llibertat d'expressió, de llengua, de tribuna i d'associació dins la Universitat. La repressió per part de les forces dictatorials fou molt forta.